# Félix Deltour
Pour les articles homonymes, voir Deltour.
Nicolas Félix Deltour, né le 8 septembre 1822 à Paris et mort le 12 novembre 1904 dans la même ville, est un latiniste français, qui a exercé les fonctions de chef de cabinet sous les gouvernements Louis Buffet et Jules Dufaure.

## Biographie
Lauréat du premier prix de version grecque au Concours général de 1840, Deltour est élève en classe préparatoire au lycée Louis-le-Grand et est reçu à l'École normale en 1842. Il enseigne ensuite dans différents lycées à l'instar du lycée Saint-Louis et devient inspecteur d'académie en 1871 ; il est nommé en 1875 chef de cabinet du ministre de l'Instruction publique Henri Wallon et termine sa carrière comme Inspecteur général de l'enseignement secondaire (1879-1882). C’est lui, inspecteur général de l’enseignement secondaire, qui remarque le brillant élève qu’est Jean Jaurès et lui permet, grâce à une bourse, de poursuivre ses études supérieures.
Il épouse, le 24 décembre 1846, Jenny Marie Rinn, fille de Jacques Rinn, proviseur du lycée Louis-le-Grand à Paris. De cette union, il a deux enfants : Paul Félix et Louise Marie Jenny.

## Décorations
- Officier de la Légion d'honneur (1864)
- Officier de l'Instruction publique

## Œuvres
- Les ennemis de Racine au XVIIe siècle, Paris, Didier et Durand, 1857
- De Sallustio Catonis imitatore, seu quid, in scriptis C. Crispi Sallustii, ad imitationem M. Porcii Catonis censorii referri possit, Paris, éd. Durand, 1859
- (en coll. avec Charles Rinn) Choix de morceaux traduits des auteurs latins, Paris, Hachette, 1887
- Histoire de la littérature romaine, Paris, éditions Charles Delagrave, 1887-1889

### Sources
- Joseph Meyer et al., Meyers Konversations-Lexikon, 1879 (réimpr. 4e : 1888–1890), « Racine, Jean »